# Окружность на сфере

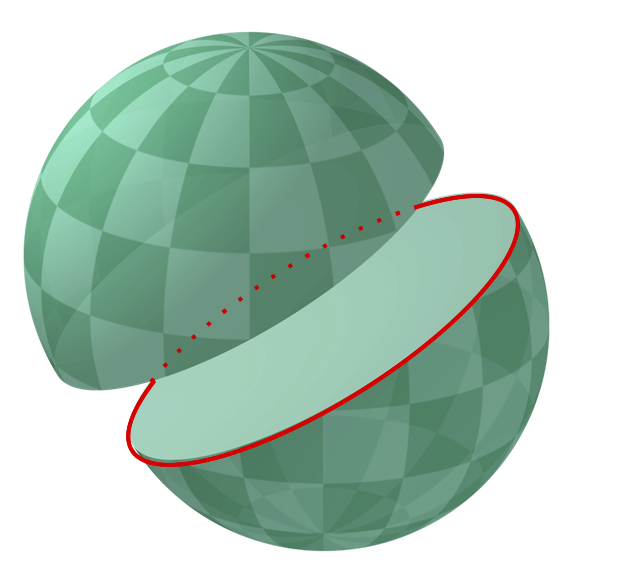
Большая окружность (большой круг)

Малая окружность (малый круг)

Окру́жность на сфе́ре (круг на ша́ре) — сечение сферы плоскостью.
Различают следующие два вида окружностей на сфере, два вида сечений сферы плоскостью.
Большая окружность (большой круг), или геодезическая линия, — окружность на сфере, плоскость сечения которой есть диаметральная плоскость, то есть проходит через центр сферы.
Сферическое расстояние между двумя точками сферы — длина дуги большой окружности, проходящей через эти две токи и не превосходящей полуокружности.
Малая окружность (малый круг) — окружность на сфере, плоскость сечения которой отлична от диаметральной плоскости, то есть не проходит через центр сферы, другими словами, это окружность на сфере, отличная от большой окружности.
Сферический центр большой окружности на сфере — точка пересечения сферы с осью окружности, то есть диаметром сферы, перпендикулярным к плоскости сечения.
Любая большая сферическая окружность имеет два диаметрально противоположных сферических центра.
Полюс большой окружности — её сферический центр, при этом сама большая окружность называется полярой полюса.

## Определения
Окружность на сфере (круг на шаре) — сечение сферы плоскостью.
Покажем, что действительно при сечении сферы плоскостью получается окружность. Опустим из центра сферы перпендикуляр на секущую плоскость, затем повернём трёхмерное пространство на произвольный угол вокруг этого перпендикуляра. При таком повороте сфера и плоскость перейдут сами в себя, а с ними и кривая их пересечения. Следовательно, точка пересечения перпендикуляра с плоскостью находится от любой точки кривой пересечения на фиксированном расстоянии, то есть эта кривая — окружность с центром в точке пересечения перпендикуляра с плоскостью.
Различают следующие два вида окружностей на сфере, два вида сечений сферы плоскостью.

Диаметральная плоскость сферы — плоскость, проходящая через центр сферы.
Большая окружность (большой круг), или геодезическая линия, — окружность на сфере, плоскость сечения которой есть диаметральная плоскость.

Сферическое расстояние между двумя точками сферы — длина дуги большой окружности, проходящей через эти две токи и не превосходящей полуокружности, поскольку эта дуга есть кратчайшая линия, соединяющая две точки на сфере.

Малая окружность (малый круг) — окружность на сфере, плоскость сечения которой отлична от диаметральной плоскости, то есть не проходит через центр сферы, другими словами, это окружность на сфере, отличная от большой окружности.

Пересечение сферы и плоскости

Найдём формулу для радиуса окружности на сфере. Поскольку этот радиус {\displaystyle \rho } есть катет прямоугольного треугольника (см. рисунок справа с окружностью на сфере и с прямоугольным треугольником) с гипотенузой, равной радиусу сферы {\displaystyle r}, и вторым катетом, равным длине перпендикуляра {\displaystyle h}, опущенного из центра сферы на плоскость сечения, то по теореме Пифагора получаем:
{\displaystyle \rho ={\sqrt {r^{2}-h^{2}}}}.
Эта формула показывает, что:
- большая окружность имеет максимальный радиус {\displaystyle \rho =r}, поскольку {\displaystyle h=0};
- малая окружность имеет меньший радиус {\displaystyle \rho <r}, поскольку {\displaystyle h>0}.

## Свойства больших окружностей на сфере

### Две точки на сфере и большие окружности
Диаметрально противоположные точки на сфере — две точки на сфере, соединённые её диаметром.

Большая окружность, проходящая через две точки на сфере

Предложение 1. Через две любые точки на сфере, которые не диаметрально противоположны, проходит единственная большая окружность (см. рисунок справа с такой большой окружностью).
Доказательство. Поскольку через три любые точки трёхмерного пространства, которые не лежат на одной прямой, проходит единственная плоскость, то через две любые точки на сфере, которые не диаметрально противоположны, и через центр сферы проходит единственная диаметральная плоскость.

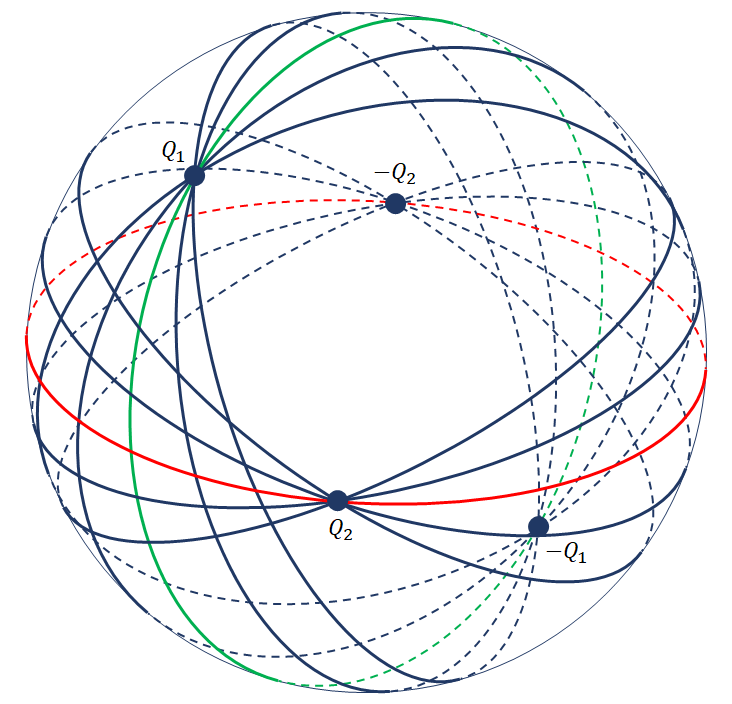
Две пары диаметрально противоположных точек

Плоская аналогия. На плоскости через две любые точки проходит единственная прямая.

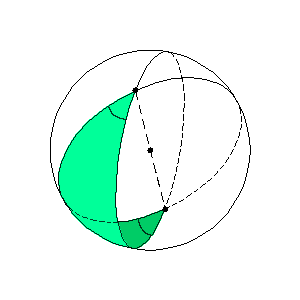
Две большие окружности

Предложение 2. Через две любые диаметрально противоположные точки на сфере проходит бесконечное множество больших окружностей (см. рисунок слева с двумя парами диаметрально противоположных точек).
Предложение 3. Две любые большие окружности пересекаются в двух диаметрально противоположных точках (см. рисунок справа с двумя большими окружностями).
Доказательство. Две любые диаметральные плоскости сферы всегда пересекаются по диаметру сферы.
Отсутствие плоской аналогии. На плоскости две любые прямые пересекаются не более чем в одной точке.

### Разбиение сферы большими окружностями

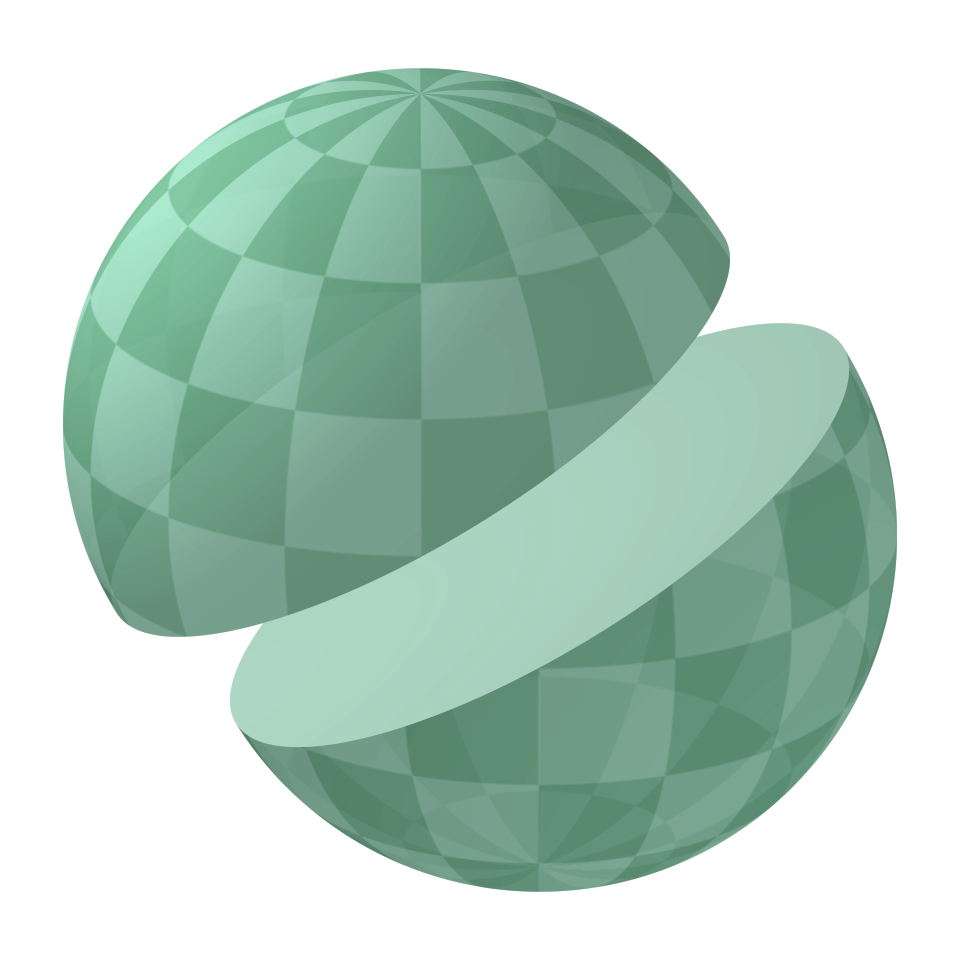
Две полусферы

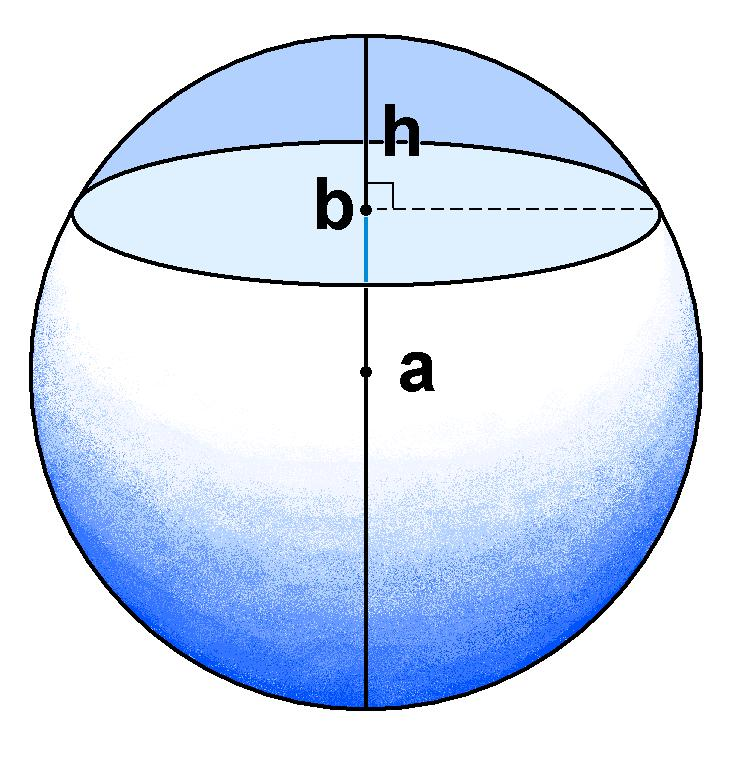
Плоскость сечения сферы и два сферических центра

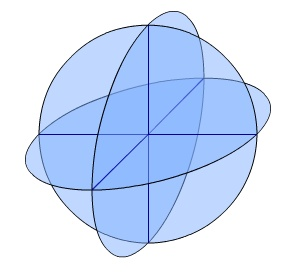
Три пары полюсов и три поляры

Предложение 1. Большая окружность разбивает сферу на две части — на два сферических сегмента, которые суть полусферы (см. рисунок справа с двумя полусферами).
Доказательство. Плоскость делит трёхмерное пространство на два полупространства.

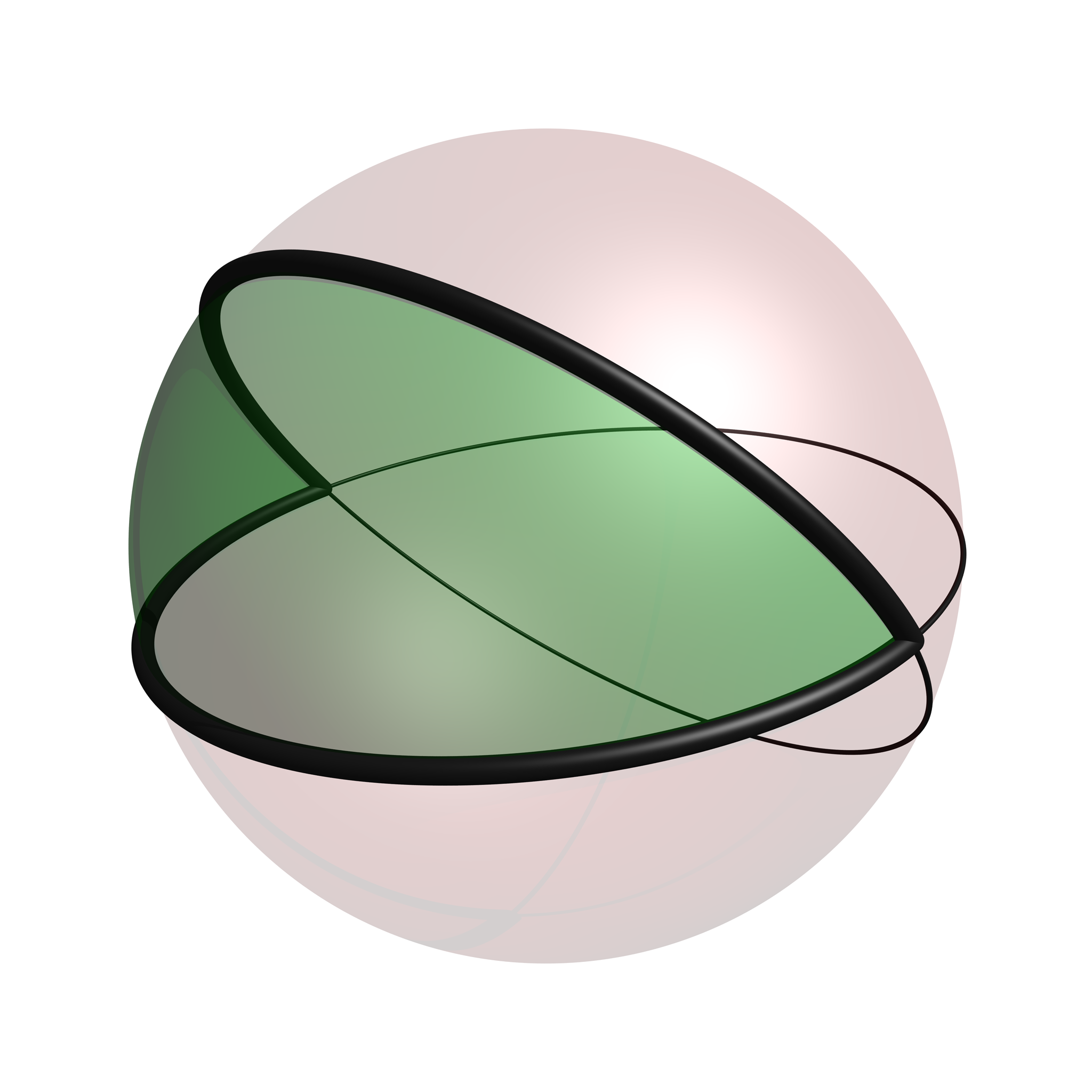
Четыре двуугольника

Плоская аналогия. На плоскости прямая разбивает плоскость на две полуплоскости.

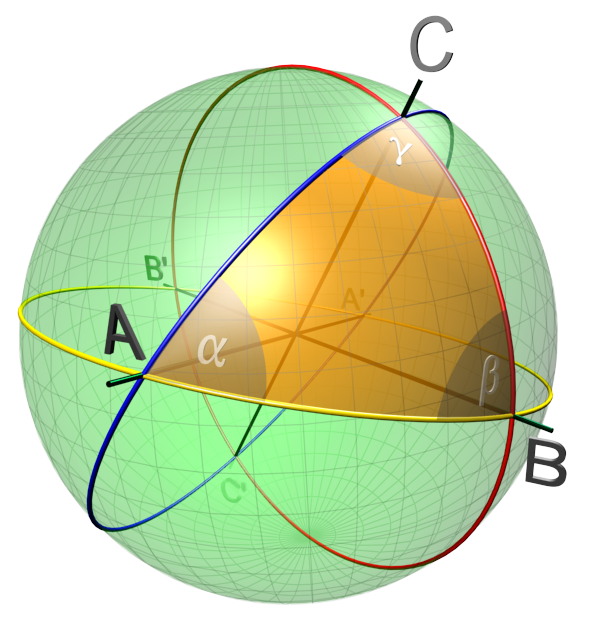
Восемь сферических треугольников

Предложение 2. Две большие окружности разбивает сферу на четыре части — на четыре двуугольника (см. рисунок слева с четырьмя частями сферы).

Три прямые и семь областей

Доказательство. Две пересекающиеся плоскости делят трёхмерное пространство на четыре части.
Плоская аналогия. На плоскости две пересекающиеся прямые разбивают плоскость на четыре части.
Предложение 3. Три большие окружности, не пересекающиеся в одной точке, разбивает сферу на восемь частей — на восемь сферических треугольников (см. рисунок справа с восемью частями сферы).
Доказательство. Три пересекающиеся в одной точке плоскости делят трёхмерное пространство на восемь частей.
Эти восемь сферических треугольника разбиваются на четыре пары диаметрально противоположных.
Отсутствие плоской аналогии. На плоскости три попарно пересекающиеся прямые, не проходящие сразу все три через одну точку, разбивают плоскость на семь частей (см. рисунок слева с тремя прямыми).

### Большая окружность как поляра
Сферический центр большой окружности на сфере — точка пересечения сферы с осью окружности, то есть диаметром сферы, перпендикулярным к плоскости сечения (см. рисунок справа с двумя сферическими центрами).
Любая большая сферическая окружность имеет два диаметрально противоположных сферических центра.

Полюс большой окружности — её сферический центр, при этом сама большая окружность называется полярой полюса.
Каждая пара диаметрально противоположных точек на сфере имеет единственную поляру, для которой эти точки суть полюсы.
Пример. Полюсы экватора Земли суть оба её географические полюсы — Северный и Южный.
Полюс отстоит от поляры на четверть окружности, то есть на {\displaystyle 90^{\circ }} (см. рисунок справа с тремя парами полюсов).
Полярно сопряжённые точки на сфере — точка на большой окружности и любой из двух её полюсов, другими словами, на сфере две точки полярно сопряжены, если диаметры сферы, проходящие через них, перпендикулярны.

## Свойства малых окружностей на сфере

### Сферический круг

Малая окружность, проходящая через три точки на сфере

Предложение 1. Через три любые точки на сфере, которые не лежат вместе на большой окружности, проходит единственная малая окружность (см. рисунок справа с такой малой окружностью).
Доказательство. Через три любые точки на сфере проходит единственная плоскость.
Предложение 2. Малая окружность разбивает сферу на две части — на два сферических сегмента(см. рисунок справа с малой окружностью).
Доказательство. Плоскость делит трёхмерное пространство на два полупространства.
Сферический круг — меньший из двух сферических сегментов, нв которые разбивает сферу его граница — малая окружность, то есть тот сферический сегмент, который не выходит за пределы полусферы.

### Сферический центр и сферический радиус

Сферический центр и сферический радиус

Предложение 1. Окружность на сфере есть геометрическое место точек этой сферы, сферическое расстояние которых одинаково как от некоторой фиксированной точки сферы, так и от её диаметрально противоположной (см. рисунок справа с малой окружностью).
Доказательство. Опустим из центра сферы перпендикуляр на секущую плоскость, затем повернём трёхмерное пространство на произвольный угол вокруг этого перпендикуляра. При таком повороте сфера и плоскость перейдут сами в себя, а с ними и окружность — кривая их пересечения. Следовательно, сферическое расстояние между точкой пересечения перпендикуляра со сферой и любой точки окружности фиксировано. Обратно, геометрическое место точек сферы, равноудалённых от её данной точки, есть окружность, то есть переходит само в себя при повороте вокруг диаметра сферы, конец которого — эта точка. Этим же свойством обладает и диаметрально противоположная точка.

Сферический центр малой окружности — точка на сфере, для которой фиксированное сферическое расстояние от неё до точек данной малой окружности меньше {\displaystyle {\frac {\pi }{2}}r}, где {\displaystyle r} — радиус сферы (см. рисунок справа со сферическим центром {\displaystyle A}).

Сферический радиус малой окружности — сферическое расстояние от точек малой окружности до её сферического центра (см. рисунок справа со сферическим радиусом {\displaystyle R}).
Предложение 2. Сферический центр малой окружности лежит на сферическом круге, ограниченном этой малой окружностью.
Для большой окружности два её сферических центра суть её полюсы, а сферическим радиусом можно считать число {\displaystyle {\frac {\pi }{2}}r}, где {\displaystyle r} — радиус сферы.
Пример. Теоретически при наблюдении в открытом море возникают два малых круга:
- с учётом рефракции — видимый горизонт наблюдателя, сферический радиус которого называется дальностью видимого горизонта;
- без учёта рефракции — теоретический видимый горизонт, сферический радиус которого называется теоретической дальностью видимого горизонта,

поэтому просто дальность всегда больше теоретической дальности. На практике при расчётах теоретическую дальность заменяют приближённой — расстоянием от глаза наблюдателя по касательной к теоретической линии горизонта. Сферический радиус — дальность видимого горизонта — измеряется в морских милях, а не в градусах или радианах, как в математике.

### База и параметр

База и параметр

Предложение 1. Малая окружность сферы — геометрическое место точек сферы, которые:
- равноудалены от некоторой фиксированной большой окружности;
- находятся по одну сторону от этой большой окружности.

И наоборот (см. рисунок справа с малой и большой окружностями).
Доказательство. Пусть дана малая окружность на сфере. Рассмотрим поляру её сферического центра — большую окружность. Плоскость этой большой окружности перпендикулярна плоскостям больших окружностей, которые проходят через сферический центр малой окружности. Поэтому сферическое расстояние от точек данной малой окружности до этой большой окружности одинаково и равно дополнению сферического радиуса малой окружности до {\displaystyle {\frac {\pi }{2}}r}, где {\displaystyle r} — радиус сферы.
Обратно. Геометрическое место точек сферы, равноудалённых от данной фиксированной большой окружности и находящихся от неё по одну сторону, есть геометрическое место точек, равноудалённых от одного из её полюсов, то есть малая окружность. Предложение доказано.

База малой окружности — большая окружность, плоскость которой параллельна плоскости данной малой окружности (см. рисунок справа с красной базой).

Параметр малой окружности — сферическое расстояние от точек данной малой окружности до её базы (см. рисунок справа с параметром {\displaystyle P}).
Предложение 2. Для малой окружности сумма сферического радиуса {\displaystyle R} и параметра {\displaystyle P} равна {\displaystyle {\frac {\pi }{2}}r}.

### Длина окружности и площадь сферического круга

Сферический радиус, параметр и сферический круг

Предложение 1. Пусть дана окружность сферы радиуса {\displaystyle R} и параметра {\displaystyle P={\frac {\pi }{2}}r-R}. Тогда её длина {\displaystyle C} равна следующим выражениям:
{\displaystyle C=2\pi r\sin {\frac {R}{r}}=2\pi r\cos {\frac {P}{r}}}.
Доказательство. Рассмотрим малую окружность с плоским центром {\displaystyle Q}, плоским радиусом {\displaystyle \rho } и её произвольной точкой {\displaystyle M} (см. рисунок справа с такой малой окружностью). Если {\displaystyle O} — центр сферы радиуса {\displaystyle r}, на которой лежит эта малая окружность, то {\displaystyle OM=r}, {\displaystyle QM=\rho } и {\displaystyle \angle MOQ={\frac {R}{r}}}. Из прямоугольного треугольника {\displaystyle OQM} находим, что радиус малой окружности {\displaystyle \rho =r\sin {\frac {R}{r}}}, то есть длина окружности сферического радиуса {\displaystyle R} равна {\displaystyle C=2\pi r\sin {\frac {R}{r}}}. Поскольку {\displaystyle \sin {\frac {R}{r}}=\cos {\frac {P}{r}}}, то длину малой окружности можно выразить также через её параметр {\displaystyle P}: {\displaystyle C=2\pi r\cos {\frac {P}{r}}}.
Предложение 2. Площадь {\displaystyle S} сферического круга радиуса {\displaystyle R} на сфере радиуса {\displaystyle r} равна следующему выражению:
{\displaystyle S=4\pi r^{2}\sin ^{2}{\frac {R}{2r}}}.
Доказательство. Сферический круг, ограниченный малой окружностью сферического радиуса {\displaystyle R}, — это сферический сегмент с высотой (см. рисунок справа со сферическим кругом)
{\displaystyle H=r\left(1-\cos {\frac {R}{r}}\right)=2r\sin ^{2}{\frac {R}{2r}}},
но площадь сферического сегмента высоты {\displaystyle H} равна {\displaystyle 2\pi rH}, поэтому площадь сферического круга радиуса {\displaystyle R} равна следующему выражению:
{\displaystyle S=4\pi r^{2}\sin ^{2}{\frac {R}{2r}}}.